# Clinacanthus
Clinacanthus, maleni biljni rod iz porodice primogovki smješten u tribus Justicieae, dio potporodice Acanthoideae. Sastoji se od 2 vrste iz južne Kine, Indokine i Malezije   Opisan je u Prodromus Systematis Naturalis Regni Vegetabilis 11: 511. 1847.Tipična vrsta je C. burmanni Nees , sinonim za ljekovitu vrstu Clinacanthus nutans (Burm.f.) Lindau.

## Opis
Grmovite penjačice.. Grmlje ili višegodišnje bilje, s cistolitima. Lišće peteljkasto; rub lisne plojke cjeloviti ili valovito nazubljeni. Cvatovi aksilarni ili završni, štitasti grozdovi; brakteje i brakteole uske. Čaška duboko peterorežnjevita, režnjevi uski. Vjenčić navodno resupiniran (očigledno genikulacijom, a ne torzijom); cijev duga, genikulata, na vrhu proširena; obrub s 2 usne; donja usna blago zakrivljena, mnogo šira od gornje usne, 3-režnjevita; gornja usna kratko 2-režnjevita; režnjevi koji se penju kohlearno u pupoljku. Prašnici 2; prašnici 1-tekusni, baza sluzava; staminodi odsutni. Stigma kratko 2-rascijepljena. Čahura duguljasta, s kratkom bazalnom peteljkom, 4 sjemena; prisutna retinakula. 

## Vrste
1. Clinacanthus nutans (Burm.f.) Lindau
2. Clinacanthus robinsoni (Benoist) Bongch. & I.Darbysh.